# Гильерме Биро (футболист, 2000)
Гильерме да Тринида Дубас (порт.-браз. Guilherme da Trindade Dubas), более известный как Гильерме Биро порт.-браз. Guilherme Biro род. 1 мая 2000, Куритиба) — бразильский футболист, защитник клуба «Остин».

## Клубная карьера
Биро — воспитанник клуба «Коритиба». 4 октября 2020 года в матче против «Сан-Паулу» он дебютировал в бразильской Серии A. По итогам сезона клуб вылетел в бразильскую Серию B, но игрок остался в команде. 26 сентября 2021 года в поединке против «Гуарани Кампинас» Гильерме забил свой первый гол за «Коритибу». В 2023 году Биро перешёл в «Мирасол». 15 января в матче Лиги Паулиста против «Сантоса» он дебютировал за основной состав. 2 августа в поединке против «Аваи» Гильерме забил свой первый гол за «Мирасол».
В начале 2024 года Биро перешёл в американский «Остин». 25 февраля в матче против «Миннесота Юнайтед» он дебютировал в MLS. В этом же поединке Гильерме забил свой первый гол за «Остин».